# Stefán Karl Stefánsson
Stefán Karl Stefánsson (Hafnarfjörður, 1975. július 10. – Reykjavík,  2018. augusztus 21.) izlandi színész.

## Filmjei
- Áramótaskaup 1994 (1994, tv-film)
- Einkalíf (1995)
- Guð er til... og ástin (1999)
- Skaupið: 1999 (1999, tv-film)
- Glanni Glæpur Í Latabæ (1999)
- Regína (2001)
- Áramótaskaup (2001, tv-film)
- Litla lirfan ljóta (2002, rövidfilm)
- Stella í framboði (2002)
- Áramótaskaup (2002, tv-film)
- LazyTown (2002–2014, tv-sorozat, 62 epizódban)
- Anna and the Moods (2006, rövidfilm)
- LazyTown Extra (2008, tv-sorozat, 26 epizódban)
- Jóhannes (2009)
- True Jackson, VP (2010, tv-sorozat, egy epizódban)
- Udvarias emberek (Kurteist fólk) (2011)
- How to Get to Candybar (2012, rövidfilm)
- Harry & Heimir: Morð eru til alls fyrst (2014)